# Stigmella sanguisorbae
Stigmella sanguisorbae is een vlinder uit de familie dwergmineermotten (Nepticulidae). De wetenschappelijke naam is voor het eerst geldig gepubliceerd in 1865 door Wocke.
De soort komt voor in Europa.